# Halsey (Nebraska)
Halsey é uma vila localizada no estado americano de Nebraska, no Condado de Blaine e Condado de Thomas.

## Demografia
Segundo o censo americano de 2000, a sua população era de 59 habitantes.
Em 2006, foi estimada uma população de 51, um decréscimo de 8 (-13.6%).

## Geografia
De acordo com o United States Census Bureau, a localidade tem uma área de 0,5 km², sem área coberta por água.

## Localidades na vizinhança
O diagrama seguinte representa as localidades num raio de 48 km ao redor de Halsey.